# The Wrong Guy
The Wrong Guy (Alternativtitel: Ein Killer kommt selten allein) ist eine britisch-kanadische Krimisatire von David Steinberg aus dem Jahr 1997.

## Handlung
Nelson Hibbert ist in einem großen Unternehmen Führungskraft und Schwiegersohn des Konzernchefs. Als dieser anlässlich seines bevorstehenden Ruhestands einen anderen Manager, der mit einer anderen seiner Töchter liiert ist, zu seinem Nachfolger bestimmt, wird er von dem enttäuschten Hibbert, dem er die Nachfolge einst zugesagt hatte, mit Hasstiraden und Drohungen bedacht. Hibbert wird daraufhin vom Sicherheitspersonal unsanft aus dem Raum geführt. Davon unbeirrt sieht er sich jedoch weiterhin im Recht und beschließt daher, seinen Chef und Schwiegervater in dessen Büro aufzusuchen, um ihm nochmals die Meinung zu sagen. Im Büro des Konzernchefs angekommen, findet er diesen erstochen vor. Als er ihm – unbedachterweise – die Tatwaffe aus dem Körper zieht, wird er von der Chefsekretärin überrascht und flieht in Panik in der Überzeugung, von der Polizei nun als Hauptverdächtiger gejagt zu werden. Der mit den Ermittlungen beauftragte Detective Arlen und die anderen Kriminalbeamten kennen nach Auswertung der Überwachungsvideos jedoch bereits den wahren Täter: einen Auftragskiller.
Auf der Flucht läuft Hibbert dem Killer mehrfach über den Weg. Dieser wird von Detective Arlen verfolgt, doch Hibbert glaubt, er selbst sei Arlens Zielperson. Der Killer wiederum hält den Zufall für System und vermutet in Hibbert einen Sonderermittler, der ihm auf der Spur ist.
Detective Arlen treibt die Ermittlungen nicht sonderlich voran, stattdessen findet er laufend neue Freizeitbeschäftigungen, die er (da sie angeblich den Ermittlungen dienen)
den Steuerzahlern berechnet. Die Verfolgungsjagd erreicht ihren Höhepunkt, als alle Beteiligten in einem Vergnügungspark vor Nachbildungen von Teilen von Mount Rushmore und Freiheitsstatue aufeinandertreffen.

## Kritiken
Christopher Null schrieb im Jahr 2002 auf efilmcritic.com, der Film offenbare in den ersten zehn Minuten seine „sehr, sehr einfache Prämisse“ („simple, simple“). Er wiederhole daraufhin dieselben Dialogzeilen und Gags.
Die Filmredaktion von 3sat meinte, es sei eine „köstliche Verwechslungskomödie, die mit viel Action und Humor bekannte Genre-Muster von Hitchcock bis Richard Kimble parodiere“. Der Originaltitel erinnere nicht zufällig an Hitchcocks Thriller The Wrong Man.

## Auszeichnungen
Das Drehbuch erhielt im Jahr 1999 den Film Discovery Jury Award des U.S. Comedy Arts Festivals. David Steinberg und Dave Foley wurden im Jahr 2000 für den Canadian Comedy Award nominiert.

## Hintergrund
Der Film wurde von HandMade Films und von Paragon Entertainment Corporation produziert. Er wurde in Toronto gedreht. Während der Film in Kanada am 1. August 1997 veröffentlicht wurde, erschien er in den Vereinigten Staaten erst im September 2002 auf Video.